# Larry Norman
Larry Norman, född 8 april 1947 i Corpus Christi, Texas, död 24 februari 2008 i Salem, Oregon, var en amerikansk kristen rockmusiker, sångare och kompositör.

## Diskografi (urval)
Studioalbum
- Upon This Rock (1969)
- Street Level (1970)
- Bootleg (1972)
- Only Visiting This Planet (1972)
- So Long Ago the Garden (1973)
- In Another Land (1976)
- Streams of White Light Into Darkened Corners (1977)
- Something New under the Son (1981)
- The Story of the Tune (1983)
- Home at Last (1989)
- Stranded in Babylon (1991)
- A Moment in Time (1994)
- Copper Wires (1998)
- Breathe In, Breathe Out (1998)
- Tourniquet (2001)
- Christmastime (2003)